# Qinhuai
Qinhuai är ett innerstadsdistrikt i provinshuvudstaden Nanjing i Jiangsu-provinsen i östra Kina.
År 2013 införlivades stadsdistriktet Baixia (Baixia Qu) i Qinhuai.